# 河手
河手（かわて）とは、中世日本における通行税の1種。河川を往来する船舶及びそれに載せられた旅客や荷物に対して賦課された。
本来は渡し場の施設維持やそこで働く人夫のための経費として徴収されていたが、後には関銭や津料などと同様に得分（経済的権益）と化した。鎌倉時代に入ると、諸国の地頭が河手を徴収する例が見られるようになる。鎌倉幕府は一時これを禁じたが、地頭たちの嘆願によって河手徴収権を安堵した（『吾妻鏡』建暦2年9月21日（1212年10月17日）条）。だが、承久の乱以後、新たな河手を徴収する地頭が増加したため、弘長2年（1261年）と弘安4年（1281年）には、幕府の下知状を持った者以外の河手の徴収を禁じている。南北朝時代以後には、「河手」の言葉が用いられなくなり、「関銭」や「津料」の語が河川の通行税を指すようになった。